# Leptoderris congolensis
Leptoderris congolensis är en ärtväxtart som först beskrevs av De Wild., och fick sitt nu gällande namn av Stephen Troyte Dunn. Leptoderris congolensis ingår i släktet Leptoderris och familjen ärtväxter. Inga underarter finns listade i Catalogue of Life.